# Robert von Blumenthal
Robert I. Ludwig Werner von Blumenthal (* 16. März 1806 in Königsberg; † 11. März 1892 in Posen) war ein deutscher Verwaltungsjurist sowie Regierungspräsident in Danzig und in Sigmaringen.

## Leben
Robert entstammte dem märkischen Adelsgeschlecht von Blumenthal. Er war ein Sohn des preußischen Oberstleutnants Werner von Blumenthal (1766–1832) und dessen Ehefrau Louise, geborene von Hartmann (1787–1873). Blumenthal war, wie sein Vater, Herr auf Quackenburg.
Blumenthal studierte Rechtswissenschaften und wurde 1827 Auskulator beim Stadtgericht Berlin und 1828 Referendar beim Kammergericht. 1831 legte er sein 3. Staatsexamen ab und wurde Assessor bei der Regierung in Stettin. 1832 wurde er Regierungsrat bei der Regierung in Köslin und wechselte 1835 an die Regierung in Königsberg. Ab 1838 war er Oberregierungsrat und Dirigent der Abteilung des Inneren in Königsberg der Regierung in Königsberg tätig. 1840 von hier nach Danzig versetzt, bekleidete er den Posten des Präsidenten im Regierungsbezirk Danzig bis 1863. Von 1863 bis 1873 war er Regierungspräsident (mit den Befugnissen eines Oberpräsidenten) in den Hohenzollernschen Landen.
1850 war er Mitglied des Volkshauses des Erfurter Unionsparlaments.

## Familie
Blumenthal heiratete 1833 Charlotte Frauendienst (1815–1874). Das Paar hatte mehrere Kinder:
- Werner (1834–1884), Amtsgerichtsrat ⚭ Helene Körner († 1900)
- Anna (1835–1873) ⚭ 1866 Werner von Blumenthal (1835–1899), Regierungsrat
- Charlotte († als Kind)
- Margarethe (* 1839) ⚭ 1863 Friedrich von der Goltz (1830–1900), preußischer Generalleutnant
- Elisabeth (* 7. März 1842; † 4. April 1872) ⚭ N.N. Hermens, Pastor
- Robert (1844–1896), preußischer Oberst und Kommandeur 1. Westpreußischen Grenadier-Regiments Nr. 6 ⚭ 1874 Bertha Hoyer (* 1848)
- Ewald (* 1850; † als Kind)
- Hedwig (1853–1930) ⚭ 1879 Walter von Gersdorff (1848–1929), preußischer Generalleutnant